# Oulton Park
Oulton Park (pełna nazwa Oulton Park Race Circuit) – brytyjski tor wyścigowy położony w miejscowości Little Budworth w hrabstwie Cheshire w zachodniej Anglii. Tor powstał w latach 50. dwudziestego wieku jako własność Mid-Cheshire Car Club i szybko stał się znany ze swojej trudnej i wymagającej konfiguracji.
Od 1954 roku na torze rozgrywane były wyścigi Formuły 1 pod nazwą International Gold Cup. Wyścig ten nie był zaliczany do punktacji Grand Prix, jednak z uwagi na wymagający tor gromadził najlepszych w tym czasie kierowców Formuły 1. Pięciokrotnie wyścig zwyciężał sir Stirling Moss.
W latach 70., gdy zakazano rozgrywania wyścigów Formuły 1 poza cyklem Grand Prix, tor stracił na znaczeniu. Obecnie główne wydarzenia na Oulton Park to wyścigi: Brytyjska Formuła 3, British Touring Car Championship, British Superbike.
Wyścigi na Oulton Park mogą odbywać się na trzech wersjach toru:
International Circuit – długość 4,3072 km
Island Circuit – długość 3,616 km
Fosters Circuit – długość 2,656 km